# Ripley (Nueva York)
Ripley es un municipio situado en el condado de Chautauqua, en el estado de Nueva York, Estados Unidos. Tiene una población estimada, a mediados de 2022, de 2299 habitantes.

## Geografía
La localidad está ubicada en las coordenadas 42°14′04″N 79°42′30″O / 42.23444, -79.70833 (42.234573, -79.708436).

## Demografía
Según la estimación 2018-2022 de la Oficina del Censo, los ingresos medios de los hogares de la localidad son de $49,917 y los ingresos medios de las familias son de $60,833. Alrededor del 13.1% de la población está por debajo de la línea de pobreza.